# Industriegewerkschaft Bau-Steine-Erden

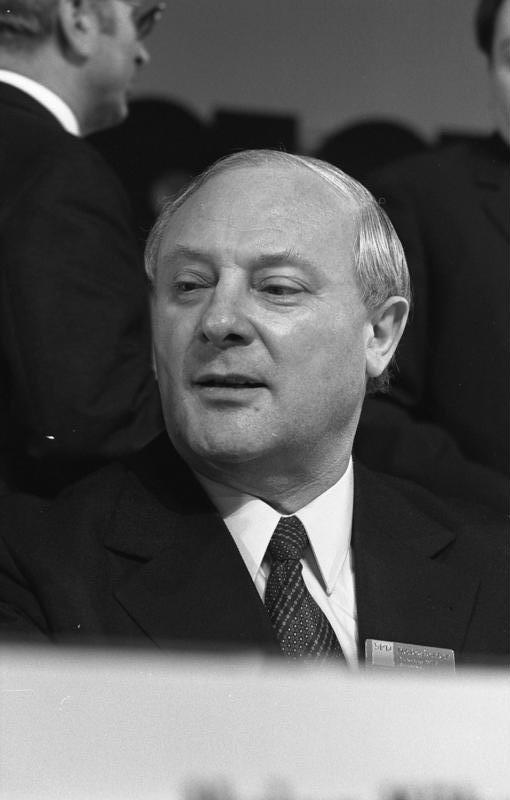
Georg Leber

Industriegewerkschaft Bau-Steine-Erden (IG BSE) – niemiecki związek zawodowy, nieistniejący. Należał do federacji DGB i miał siedzibę we Frankfurcie n. Menem.
1 stycznia 1996 IG BSE zjednoczył się ze strukturami rozwiązanego związku Gewerkschaft Gartenbau, Land- und Forstwirtschaft, w wyniku czego powstał związek IG Bauen-Agrar-Umwelt.

## Przewodniczący IG BSE
- 1950–1957: Jakob Knöß
- 1957–1966: Georg Leber
- 1966–1982: Rudolf Sperner
- 1982–1991: Konrad Carl
- 1991–1995: Bruno Köbele